# 土田有未
土田 有未（つちだあみ、 1987年8月5日-）は、日本の女優。東京都出身。エマーソン大学演劇教育学科卒業。

## 概要
15歳で渡米。ニューヨークの高校にて4年間舞台演劇を専攻する。ボストンのエマーソン大学に進学し、演劇学部に在籍。演技・舞台演出などを学びながら、自主制作映画や舞台を経験。卒業後はロサンゼルスに移り、アクティングスタジオにて、フィルムアクティング・即興演技などを学ぶ。2014年より東京を拠点に活動を始める。2017年よりナカゴーに所属。

## 出演

### 舞台
2014年
- ナカゴー特別劇場「ミッドナイト25時」（脚本・演出：鎌田順也）
- 秘密結社ブランコ「独占！女の70分」
- こゆび侍「ラブの炎燃やしたいメラ系の魔法使い中間管理職ナツコ30歳」（脚本・演出：成島秀和）

2015年
- ナカゴー特別劇場（脚本・演出：鎌田順也）
  - 「堀船の友人」
  - 「キンダガートンコップ」
  - 「テアトロコントvol.1」
- トリコロールケーキ（脚本・演出：今田健太郎）
  - 「このオカリナを壊してもいいと言われ」
  - 「アイアイアイ」
- なかないで、毒きのこちゃん（脚本・演出：鳥皮ささみ）
  - 「ぼくのスキなおんがくはあのこのスキなおんがく」
  - 「男の子と女の子」
  - 「そばやのあつこちゃん」

2016年
- ナカゴー特別劇場（脚本・演出：鎌田順也）
  - 「暴れ馬/レモネード/コーキーと共に」
  - 「テアトロコントvol.2」
  - 「テアトロコントVol.4」
- トリコロールケーキ「誰がいつ泣くの」（脚本・演出：今田健太郎）

2017年
- ナカゴー特別劇場「話したい人」（脚本・演出：鎌田順也）
- 「テアトロコント vol.17」（脚本・演出：今田健太郎）
- なかないで、毒きのこちゃん「やさしい息子」（脚本・演出：鳥皮ささみ）

2018年
- ナカゴー（脚本・演出：鎌田順也）
  - 本公演「まだ出会っていないだけ」
  - 特別劇場「まだ気づいていないだけ」
- なかないで、毒きのこちゃん「鳥の市2018」（脚本・演出：鳥皮ささみ）

2019年
- ナカゴー特別劇場「駿足」（脚本・演出：鎌田順也）
- 劇団地蔵中毒第11回公演無教訓意味なし演劇vol.11「ずんだ or not ずんだ」[1]（脚本・演出：大谷皿屋敷）

2020年
- ナカゴー特別劇場（脚本・演出：鎌田順也）
  - 「にっかいろとはっかいろ～堀船のごめんねてた～」
  - 「ひゅうちゃんほうろう－堀船の怪談－」
- シベリア少女鉄道「メモリー×メモリー」（脚本・演出：土屋亮一）

2021年
- 「にっかいろとはっかいろ～堀船のごめんねてた～」おまけ短編つき上映会 /ナカゴー

2022年
- ナカゴー（脚本・演出：鎌田順也）
  - 本公演「ていで（再演）」（脚本・演出：鎌田順也）
  - 特別劇場「いわば堀船/紙風船文様」
- なかないで、毒きのこちゃん（脚本・演出：鳥皮ささみ）
  - 「2490」
  - なかないで、毒きのこちゃん「ボーイズ」

2023年
- ナカゴー特別劇場「ひゅうちゃんほうろう（再演）」（脚本・演出：鎌田順也）
- シベリア少女鉄道「持続可能彼女」（脚本・演出：土屋亮一）

2024年
- ワワフラミンゴ「たずね先」（脚本・演出：鳥山フキ）
- なかないで、毒きのこちゃん（脚本・演出：鳥川ささみ）
  - 「ハオちゃんはデートです。」（脚本・演出：鳥皮ささみ）
  - 「鳥皮ささみのインスタントセッション」

2025年
- シベリア少女鉄道「ギフト オア アライブ ～ふれあい夏祭り～[2]」（脚本・演出：土屋亮一）

### CM
- 「今日は会社休みます」CM[3]

### WEB
- dia STANDARD x STARUBUCKS six stories “GIRLS TALK”
- JINS Weekly 老眼鏡編

### MV
- P.O.P「KISS ME」MV出演

### TV
- 2017年 NHK教育テレビジョン「シャキーン!」レギュラー出演

### 映画
- 「憧憬を食らう」（2019年、監督：ワタナベカズキ）
- 「TOKYO ANIMALS」（2022年、監督：Toshiki Yashiro）
- 「よっす、おまたせ、じゃあまたね。」（2023年、監督：猪股和磨）